# Ulrich Krengel
Ulrich Krengel (* 9. März 1937 in Deutsch-Eylau) ist ein deutscher Mathematiker, der sich mit Wahrscheinlichkeitstheorie  und Ergodentheorie beschäftigt.

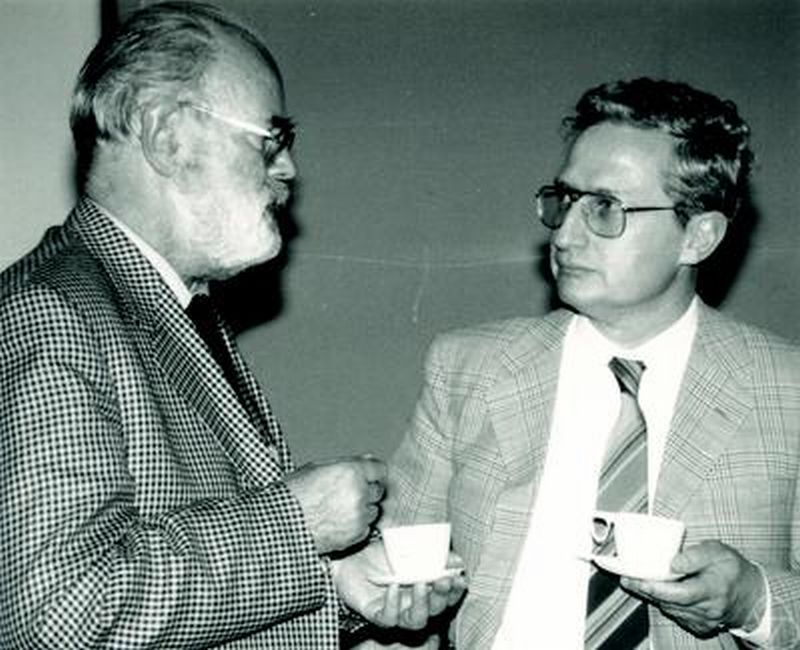
Ulrich Krengel (rechts) mit Konrad Jacobs 1987

## Biografie
Krengel wuchs nach dem Krieg in Hann. Münden auf. Danach studierte er Mathematik, Physik und Chemie für das Lehramt an der Georg-August-Universität Göttingen und der Ludwig-Maximilians-Universität München. 1963 wurde er in Göttingen bei Konrad Jacobs mit der Arbeit Über den Absolutbetrag stetiger linearer Operatoren und seine Anwendung auf ergodische Zerlegungen promoviert. 1964 ging Krengel dann als Visiting Assistant Professor an das Statistics Department der University of California in Berkeley. Danach folgte er seinem Lehrer Konrad Jacobs an die Universität Erlangen-Nürnberg, wo er sich 1967 auch habilitierte. Nach einem nur kurzen Intermezzo als Privatdozent in Erlangen erhielt er 1968 einen Ruf als Full Professor an die Ohio State University in Columbus. 1971 kehrte er schließlich als Nachfolger von Jacobs nach Göttingen zurück und baute dort das Institut für Mathematische Stochastik auf. 1983 bis 1991 war er Mitglied des Präsidiums der Deutschen Mathematiker-Vereinigung. 2002 wurde er emeritiert.

## Werk
Der Satz von Ambrose-Kakutani-Krengel-Kubo über die Darstellung nichtsingulärer Strömungen hat sich als wichtig für das Studium von Operator-Algebren erwiesen. Er ist ein Darstellungssatz für Flüsse (und Halbflüsse) in Maßräumen, der zunächst von Warren Ambrose 1941 für ergodische Flüsse bewiesen wurde und danach erweitert wurde (W. Ambrose 1941,W. Ambrose, S. Kakutani 1942, U. Krengel 1968/69, Izumi Kubo).
Die Propheten-Ungleichung von Krengel, Sucheston und Garling ist ein überraschendes Resultat in der Theorie des optimalen Stoppens (U. Krengel, Louis Sucheston, Ben Garling 1978). Sie betrifft einen Entscheidungsprozess, der auf der Eingabe von (o. B. d. A. positiven) Zufallsvariablen besteht mit bekannter Verteilung. Der Entscheider kann eine der Variablen akzeptieren und den Entscheidungsprozess stoppen, oder sie ablehnen und fortfahren. Der akzeptierte Wert der Eingaben beim Stoppen ist das Ergebnis des Entscheidungsprozesses. In Finanzanwendungen wären das z. B. Kaufentscheidungen aufgrund von zufälligen Angeboten, das Ergebnis ist der akzeptierte Kaufpreis. Ein Prophet, der den ganzen Verlauf der Eingaben kennt, kann ein optimales (maximales) Ergebnis erzielen. Nach dem Satz von Krengel und Sucheston existiert ein Online-Algorithmus, der einen Erwartungswert für das Ergebnis hat, der mindestens der Hälfte des optimalen Ergebnisses des Propheten entspricht.

## Ehrungen
- 1973 Fellow des Institute of Mathematical Statistics
- 1993 ordentliches Mitglied der Niedersächsischen Akademie der Wissenschaften zu Göttingen

## Schriften (Auswahl)
Bücher:
- Ergodic Theorems, De Gruyter Studies in Mathematics Bd. 6, 1985 (mit Supplement von Antoine Brunel)
- Einführung in die Wahrscheinlichkeitstheorie und Statistik, Vieweg, Braunschweig 1988, ISBN 978-3-528-07259-9, doi:10.1007/978-3-322-96418-2
- Wahrscheinlichkeitstheorie, in Gerd Fischer u. a. Ein Jahrhundert Mathematik – Festschrift zum Jubiläum der DMV, Vieweg 1990, doi:10.1007/978-3-322-80265-1_10
- Herausgeber mit K. Richter, V. Warstat: Ergodic theory and related topics III, Springer, Lecture Notes in Mathematics, 1992 (Konferenz in Güstrow 1990)

Aufsätze:
- Darstellungssätze für Strömungen und Halbströmungen I, Mathematische  Annalen, Band 176, 1968, S. 181–190 (Satz von Ambrose-Kakutani-Krengel-Kubo)
- mit Louis Sucheston: On semiamarts, amarts, and processes with finite value, in Kuelbs, James (Hrsg.), Probability on Banach Spaces, Advances in Probability and Related Topics, Band 4, New York: Dekker, 1978, S. 197–266 (Prophet Inequality)